# Starsky och Hutch (TV-serie)
Starsky och Hutch (originaltitel: Starsky and Hutch) är en amerikansk TV-serie som gick i fyra säsonger åren 1975–1979.

## Handling
Serien handlar om två poliser, den tuffe Starsky och den smarte Hutch. De åker omkring i en röd Ford Torino av 1974 års modell och gör sitt bästa för att sätta dit knarklangare och andra brottslingar, samtidigt som de får hjälp av informatören Huggy Bear. 

## Om serien
År 2004 gjordes det en film baserad på serien, Starsky & Hutch, med Ben Stiller och Owen Wilson i huvudrollerna. 

## Rollista i urval
- David Soul - Hutch
- Paul Michael Glaser - Starsky
- Antonio Fargas - Huggy Bear
- Bernie Hamilton - Harold Dobey